# 牛轀轆
牛轀轆，是台灣南投縣水里鄉的一個傳統地域名稱，位於該鄉中部偏南。相較於今日行政區，其範圍大致包括永興村、興隆村東北端。

## 歷史
台灣清治末期至日治初期，牛轀轆地區為一街庄，稱為「牛轀轆庄」，隸屬於沙連堡。該庄西北與龜仔頭庄為鄰，東北隔濁水溪與社仔庄為界，東邊隔陳有蘭溪與蕃地為界，南邊及西南邊為大水堀庄。
1901年（日治明治三十四年）11月，全台廢縣廳改設二十廳，該庄隸屬於斗六廳。1903年（明治三十六年）6月，該庄編入「羗仔藔區」，隸屬於斗六廳。1909年（明治四十二年）10月，合併二十廳為十二廳，羗仔藔區改隸屬於南投廳。1910年（明治四十三年）10月15日，牛轀轆庄、龜子頭庄改劃入「集集區」，仍隸屬於南投廳。1920年（大正九年），全台地方制度大改正，廢十二廳改設五州二廳，該庄改制為「牛轀轆」大字，隸屬於臺中州竹山郡鹿谷庄。
戰後鹿谷庄改制為鹿谷鄉，隸屬於臺中縣，大字亦改制為村。1950年10月，中、彰、投分治，鹿谷鄉改隸屬南投縣。1955年，原牛轀轆、龜子頭改劃入水里鄉。

## 聚落
本地區發展較早的聚落為牛轀轆（永興），在日治期初期的官方地圖上已有記載。此外，本地區尚有筍子寮、下坪林、坪林、上坪林、楠仔浸、馬路麻、下庄仔、中庄仔、竹子腳等聚落。

## 交通
鄉道投59線（永豐巷、林朋巷）是永豐至草林的道路，大致以縱向蜿蜒經過本地區東部的濁水溪、陳有蘭溪左岸地帶。由該道路向北經濁水溪永興橋可前往社子地區的水里聚落南側偏東並止於省道台16線路口；向南轉西經永隆林道可前往大水堀地區北部偏東的中坑、草林等地。

## 學校
- 永興國小
- 興隆國小（已廢校）

## 景點
- 永興大樟樹